# Svarvtjärnen (Forsa socken, Hälsingland)
Svarvtjärnen är en sjö i Hudiksvalls kommun i Hälsingland och ingår i Delångersåns huvudavrinningsområde.